# Докторова ноћ
„Докторова ноћ“ је југословенски филм из 1990. године. Режирао га је Мирослав Микуљан, а сценарио су писали Милутин Цихлар Нехајев и Марија Пеакић-Микуљан

## Улоге
| Глумац            | Улога    |
| ----------------- | -------- |
| Славица Фила      |          |
| Никола Гец        |          |
| Емил Глад         |          |
| Иво Грегуревић    |          |
| Зденка Хершак     |          |
| Славица Јукић     | Манда    |
| Анте Липановић    |          |
| Јадранка Матковић | Жена     |
| Драго Митровић    |          |
| Мустафа Надаревић |          |
| Никола Новосел    |          |
| Миа Оремовић      | Служавка |
| Гордан Пичуљан    |          |
| Синиша Поповић    |          |
| Вицко Руић        |          |
| Жарко Савић       |          |
| Звонимир Торјанац |          |
| Круно Валентић    |          |
| Вера Зима         |          |
| Иво Фици          |          |
| Звонимир Ференчић |          |